# Nagyveleg
Nagyveleg è un comune dell'Ungheria di 720 abitanti (dati 2001). È situato nella contea di Fejér.